# Estádio Nacional Bingu
O Estádio Nacional Bingu (em inglês: Bingu National Stadium) é um estádio multiuso localizado em Lilongué, capital do Malawi. Inaugurado em 28 de janeiro de 2017, é o maior estádio do país em capacidade de público, sendo oficialmente a casa onde a Seleção Malauiana de Futebol manda suas partidas amistosas e oficiais. Seu nome rende homenagem à Bingu wa Mutharika, economista e político malauiano que serviu como o 3.º presidente do Malawi entre 2004 e 2012, quando faleceu aos 78 anos, vítima de um ataque cardíaco. Conta com capacidade máxima para 41 100 espectadores.